# 아이오와 준주
아이오와 준주(Iowa Territory)는 미국 아이오와주, 미네소타주 서부, 노스다코타주, 사우스다코타주의 동부에 있던 준주이다. 1838년 7월 4일부터 1846년 12월 28일까지 8년간 존재하였다.

## 역사
이 준주를 구성하는 지역의 대부분은 원래 루이지애나 인수로 얻은 땅의 일부, 미주리 준주의 일부였다. 1821년에 미주리가 주로 승격하면서, 이 지역 (남북 다코타 함께)은 사실상 미편입 영지가 되었다. 이 지역에는 블랙호크 전쟁이 종결 된 후, 1830년대부터 백인 정착민들이 거주를 시작했다. 1834년 6월 28일에 미시간 준주에 속했던 미시간이 주로 승격하여 1836년에 위스콘신 준주로 분할되었다.
당초 아이오와 준주는 위스콘신 준주 서부에 있는 미시시피강 이서 지역, ‘아이오와 지구’였다. 1838년에 설립된 준주의 원래 경계에는 미네소타와 남북 다코타의 일부를 포함, 면적은 약 194,000 평방 마일(500,000 km2) 정도였다.
벌링턴이 당초 임시 주도가 되었고, 1841년에 아이오와 시티가 공식적으로 준주의 주도로 지정되었다. 1846년에 아이오와가 주로 승격하면서 아이오와 시티는 그대로 아이오와 최초의 주도가 되었다.

## 지도자

### 주지사
- 로버트 루카스 (1834년 취임)
- 존 챔버스 (1841년 취임)
- 제임스 클라크 (1845년 11월 취임)